# Tractus Albus
Tractus Albus  è una caratteristica di albedo della superficie di Marte.